# Mlăjitul Florilor
Mlăjitul Florilor este un sit arheologic situat în județul Tulcea. Situl se află la 2km nord-vest de satul Garvăn pe malul nordic al fostului lac Jijila.
Identificat în 1956, în urma unor cercetări de suprafață și a unui sondaj efectuat de colectivul șantierului Dinogetia, situl a fost cercetat sistematic abia în 1992 și 1994-1995 de către Gabriel Jugănaru, rezultatele fiind publicate ulterior doar în mică parte. În singurul studiu dedicat cercetărilor de la Garvăn, autorul acestora, G. Jugănaru, considera că așezarea avea trei niveluri de locuire.